# Grupo Aéreo 7
El Grupo Aéreo 7 es una unidad militar de la Fuerza Aérea Argentina.

## Historia
La Fuerza Aérea Argentina creó el Grupo Aéreo 7 en el año 1970.
En el año 1988 el Grupo Aéreo 7 igualmente que la Brigada a la que pertenece abandonó el Aeropuerto de Morón para radicarse en el Aeropuerto Mariano Moreno.

## Organización
- Escuadrón I - Bell 212 / Bell 412EP[2]
- Escuadrón II - Hughes OH-6 Cayuse[2]
- Escuadrón III - Mi-171E[2]

## Equipamiento
- Hughes OH-6 Cayuse (1968-presente)[3]
- Bell 212 (1978-presente)[4]
- Boeing CH-47C Chinook (1979-2000)[5]
- Mil Mi-171E (2011-presente)[6][2]
- Bell 412EP (2013-presente)[7]